# Marina de guerra catalana

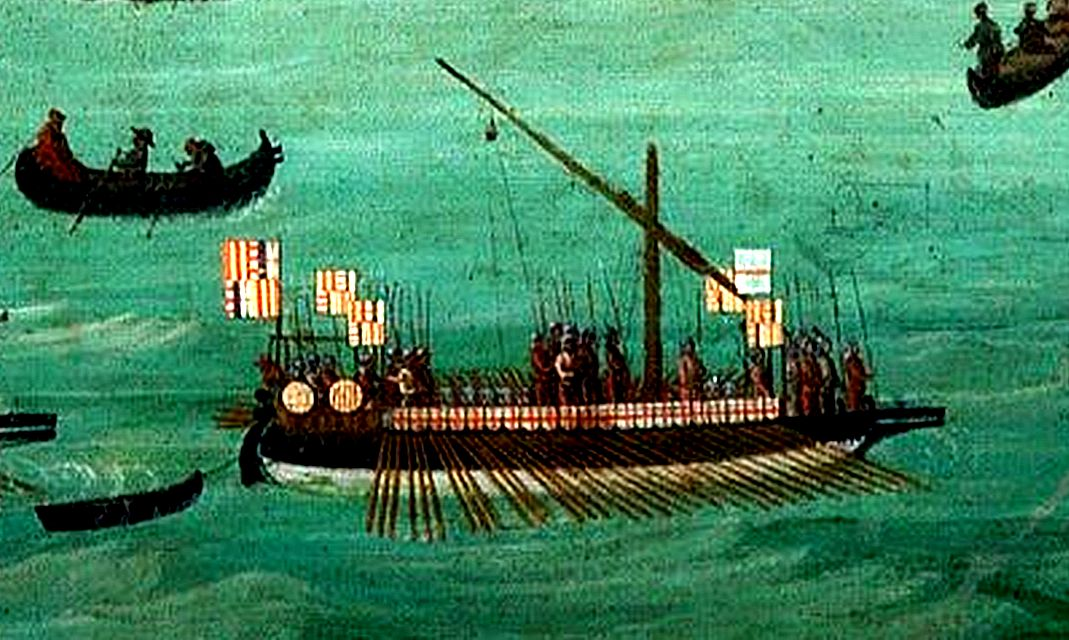
Galera napolitana de los almirantes Galceran de Requesens y Joan de Soler, Tavola Strozzi.

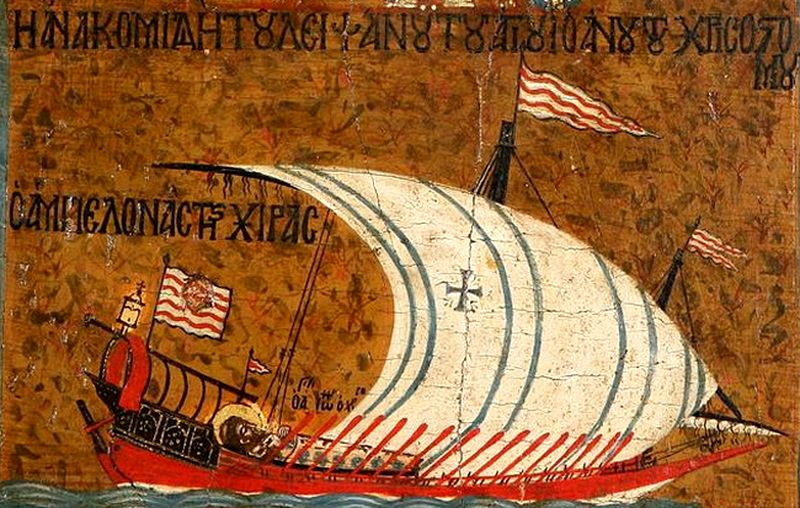
Galeota de estilo siciliano (galera pequeña)

La marina de guerra catalana barcos catalanes, almirantes catalanes y tripulaciones catalanas a las órdenes directas o indirectas de los condes de Barcelona representaba una realidad reconocida por todo el mediterráneo desde sus orígenes hasta Fernando el Católico. En distintas épocas barcos construidos en las costas catalanas y armados bajo la autoridad de los reyes de Nápoles, protagonizaron algunos hechos importantes, como el celebrado en la Tavola strozzi en la que las galeras Galceran de Requesens y Joan de Soler, llevan la bandera del reino de Nápoles.
De manera análoga las marinas de guerra del reinos de Mallorca y de Valencia tuvieron entidad propia y pueden ser estudiadas de forma particular.

## Fama de la armada catalana.

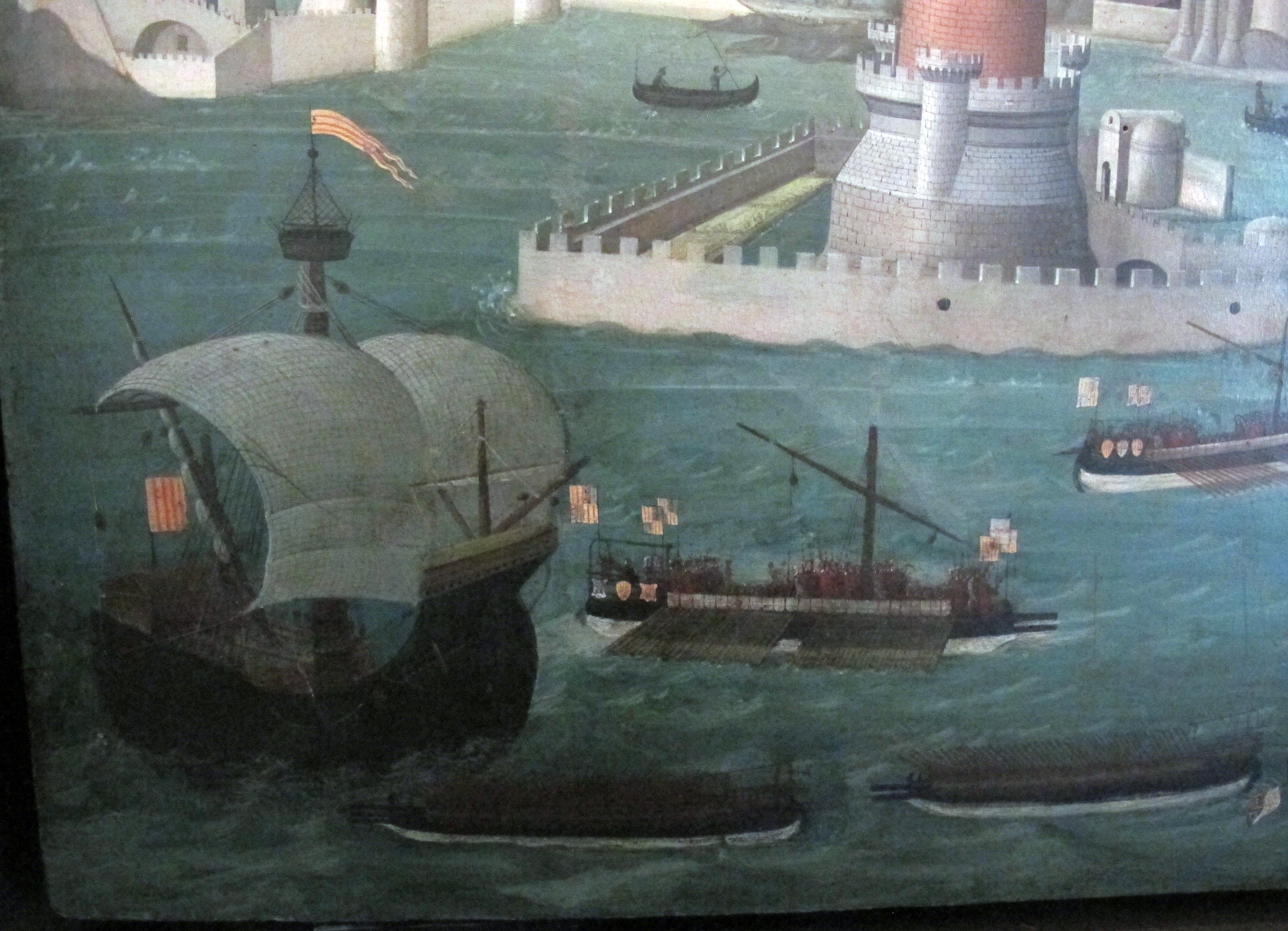
Tavola Strozzi. Flota de Galceran de Requesens y Joan de Soler volviendo a Nápoles después de su victoria en Ischia (1465).

La designación genérica moderna “Armada del rey de Aragón” es inexacta y poco descriptiva de la realidad medieval. Hasta Fernando el Católico, las galeras de la Corona de Aragón eran catalanas, valencianas o mallorquinas. A menudo eran propiedad de las instituciones locales (Generalidad, municipios, etc.). A veces eran de propietarios particulares. Se ponían al servicio del rey, pero este no era el propietario. Durante una época bastante larga la fama de la armada catalana fue reconocida por muchos.
- Benedetto Cotrugli.[47]

Galea vogia III hommini per bancho ogi, et have XXVIII et XXVIIII banchi. Le fuste vogano dui remi per bancho, et queste sonno de più qualitate de longeçe, ad beneplacitum XII, XVI, XX, XXIIII etc... Et realmente quisto modo de galee ando aptissimamente la nation Catallana et sondo aptissimi allo governo de quelle, perché le altre nationi armano solamente alli bisogni, et li Catalani al continuo fando lo misterio, et ciascheduno ne sa in parte et li Catallani in totum.

De navigatione. Benedetto Cotrugli.
- Martí de Viciana.[48]

Y assí hallamos que, en galeras, los catalanes han hecho más cosas buenas que ningunas otras nasciones, por donde resulta el refrán: “Que si en galera se haze cosa buena, el capitán á de ser catalán”.

Martí de Viciana: Libro tercero de la Crónica de la ínclita y coronada ciudad de Valencia.

## Libro del Consulado de Mar
El "Libro del Consulado de Mar" tiene un apéndice de 34 capítulos titulado "Ordinacions de todo Barco quien se armara para ir a cors, y de toda armada que's faci per mar". Vuelvo a encontrarme ante catalán antiguo, pero yo se aventuraría "Ordenanzas de cualquier barco que se armara por corsario y de toda armada que se produzca en el mar". La nota del sumario indica los cargos y funciones apropiadas al servicio, como se desprende de su enumeración por materias:
"Del almirante, capitán y armadores, como tiene que ser claro gasto y beneficio; del cómitre, de conveniencias; de las partes que se tienen que hacer en nave armada, de pilotos y otros oficios, y de la partición; el Almirante, de piloto mayor; de proeles; de ballesteros; de hombres de armas, de gabieros (los que iban a las jaulas); de peso y medida de sobreguardas; de timoneles, de barberos; de liquidadores, de la Guardia del Almirante, de espías y de registradores; de sirvientes; de maestro de azuela (carpintero de ribera), de ballestero; de calafate, de cabo de sirvientes; de cónsules; del que tiene que hacer el capitán; escribano, de los tesoreros; del piloto mayor, y de cómo se leven (reparten, distribuyen?) las quintas partes"
Otro apéndice son las Ordenanzas penales para el servicio de la marina, formadas por 39 artículos que llevan esta rúbrica: "capítulos del Rey Pedro sobre los hechos y actos marítimos", promulgados en Barcelona por orden real el 1430 y que fueron dictados por tres notables marinos barceloneses: Bernat de Cabrera, Jaume Boscà y Joan Llompart.

## Flota de galeras catalanas

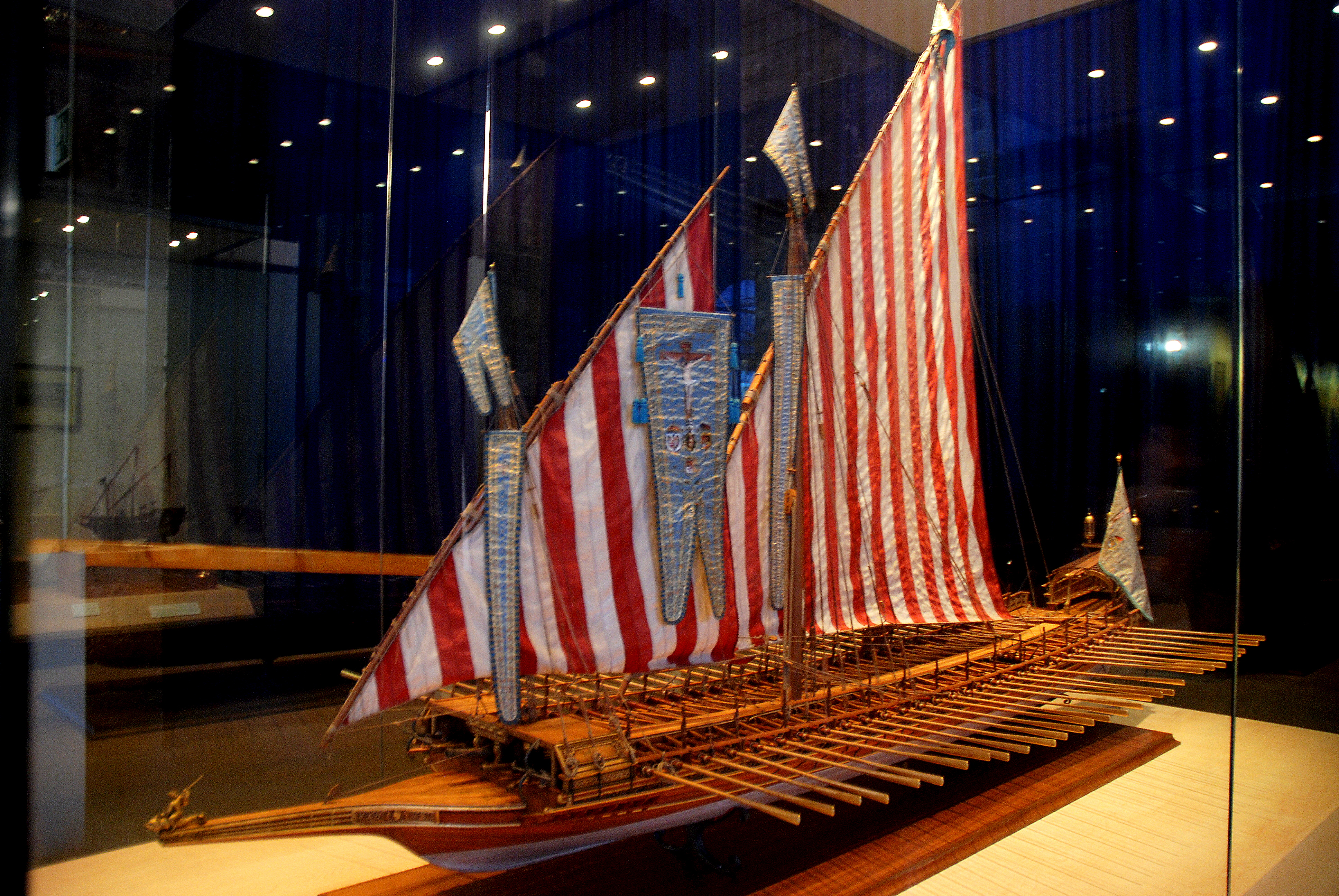
Modelo de la "La Real".

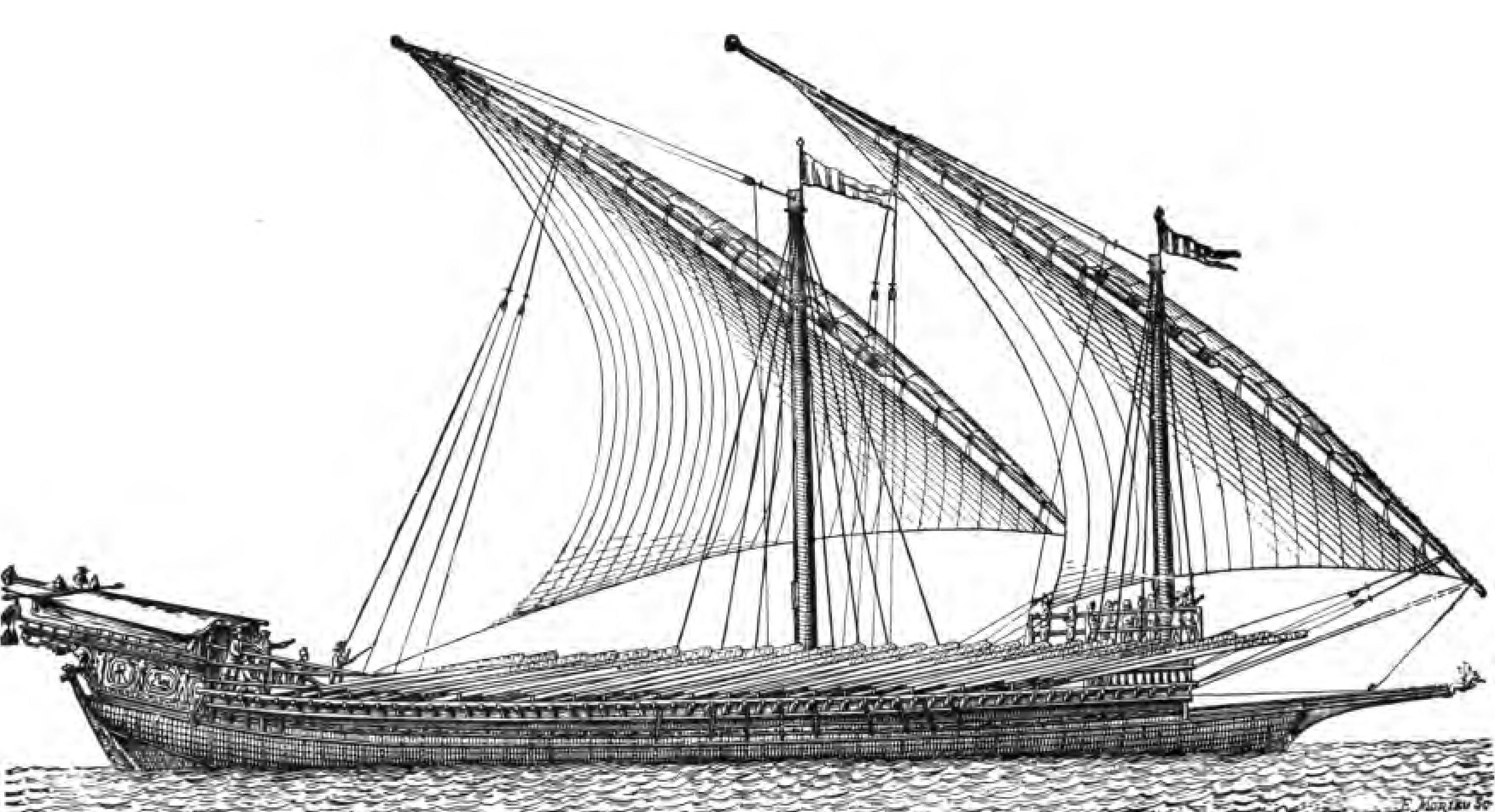
Galera catalana navegando a un largo.

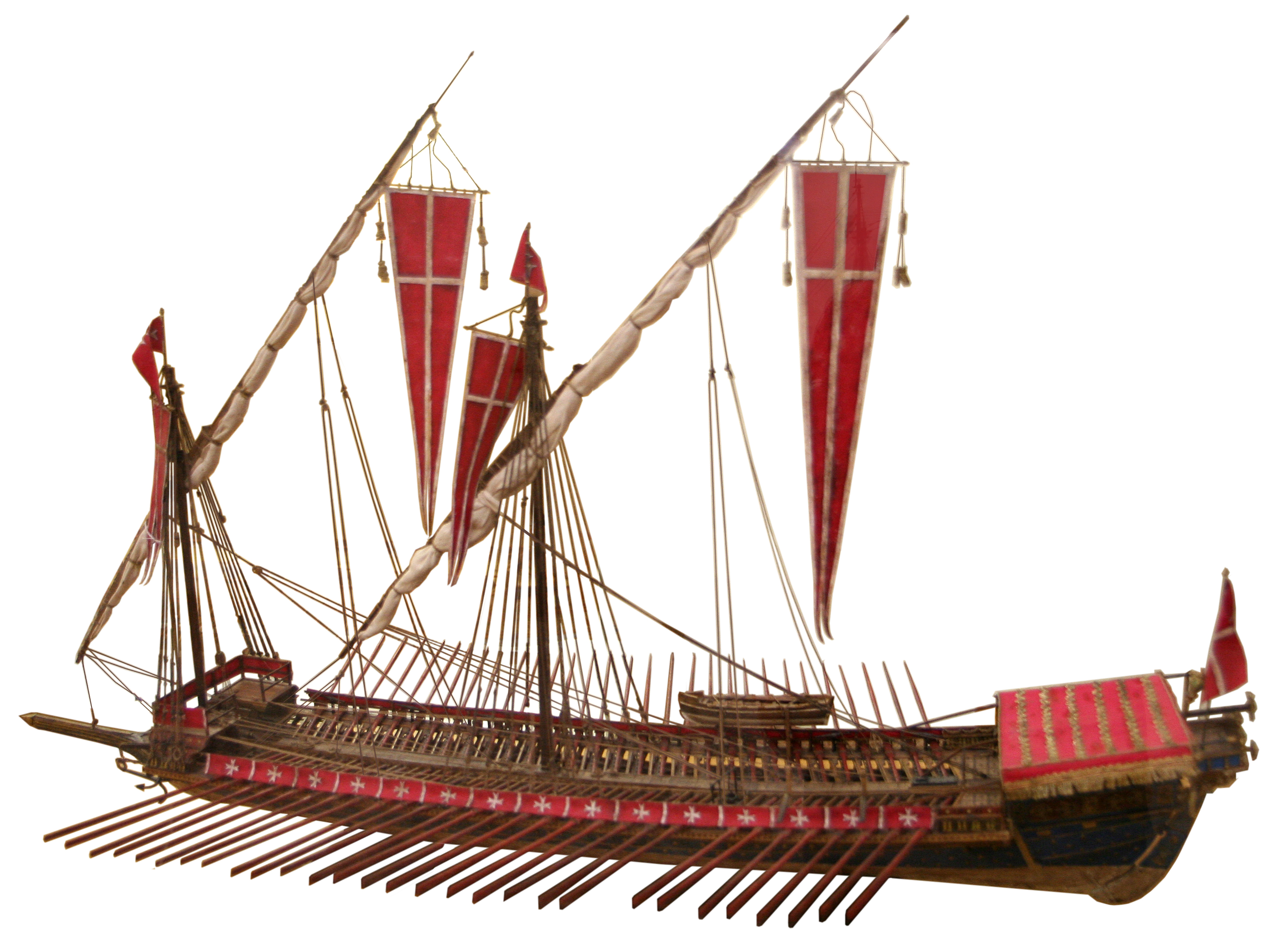
Galera maltesa, de estilo catalán

La galera catalana (antiguamente galea), tiene entidad propia respecto a las galeras de las otras naciones marítimas (referenciadas a partir del s. XIII), ya que el Corominas aporta una referencia de una galera catalana del año 1120 (100 años antes que los otros países). Fue un tipo de barco de guerra y de comercio, propulsado completamente por la fuerza de los remos y a veces por la del viento, gracias a la presencia de mástiles con sus velas (normalmente latinas).
Como mínimo a partir del siglo XII, los catalanes construyeron las "galeras catalanas", haciendo un uso extensivo de ellas para las guerras con las diferentes repúblicas marítimas (como enemigas o como aliadas) o para el comercio con la mayoría de puertos del Mediterráneo, garantizando las rutas comerciales con los consulados de catalanes. Su uso empezó a declinar a partir del siglo XVII, cuando fueron progresivamente sustituidas por los veleros, extinguiéndose definitivamente a finales del siglo XVIII.

### Galera capitana
La galera capitana era una galera grande, a la cual acompañaba una escuadra sutil, o ligera, de galeras y leños a remo. Regulaban la subordinación, premios, castigos, peligros y ganancias. Los hombres de armas constituían la guardia del almirante, en combate, nunca tenían que dejar desamparado, hasta perder la vida. Su armamento ordinario eran los ya mencionados ballesteros, excepto aquello que dispusiera el almirante. Era gente apropiada para los abordajes, y luchaban en todas las ocasiones; su premio era una cuarta parte del botín, aparte del que el almirante los pudiera prometer. La presa más deseada era la armadura del cabo y todo el que llevaran los enemigos en el momento del abordaje, puesto que una vez consumado este, prescribían sus derechos. Toda la gente de armas era comandada directamente por el llamado condestable.

### Combate
A bordo de las galeras catalanas, los combates con otras galeras se resolvían solamente al abordaje, en los que las tripulaciones se enfrentaban cuerpo a cuerpo y, a partir del XVI siglo, con disparos de arcabuz. A veces los remeros también se unían a la lucha.
Comparadas con los galeones de medida mediana, que tenían de doce a veinte cañones de más calibre y alcance, las galeras eran de estructura frágil poco resistente al fuego enemigo, disponiendo como máximo, de cinco cañones a proa. En el combate la baja estructura de las galeras era sobrepasada por las altas bordes de los galeones, mientras que su tripulación disparaba desde las cubiertas, más altas.

### Los ballesteros "en tabla"
Los ballesteros fueron las fuerzas ofensivas más importantes a bordo de una galera tradicional, y convivieron muchos años con los arcabuceros y artilleros. Ramón Muntaner era partidario de los ballesteros profesionales, solo enrolados para hacer de ballesteros (ballesteros contratados en la tabla de acordar; de aquí la denominación “en tabla”).
Era preceptivo que todo marinero con funciones de ballestero en las galeras, tenía que tener dos ballestas de dos pies y otra de estreb (que llevaba un estreb para armarla), trescientos pasadores, casco de acero, pespunt (podría ser la unión de peso y punto: punto-pesado) o coraza y espada o sable. El mismo armamento tenían que llevar los ballesteros de oficio en naves menores.
- Las galeras eran las mismas. Las galeras normales solo llevaban dos remeros por banco: un palomero y un postic. Las galeras con terceroles iban con un tercer remero en cada banco: el tercerol. Eran más rápidas pero el número de ballesteros profesionales era más reducido.
- Algunos estudiosos extranjeros han querido traducir (sin justificación ni acierto) la "tabla" por un tipo de castillo o refuerzo de protección que solo llevaban las galeras catalanas.[12][13][14][15]

## Las tartanas catalanas

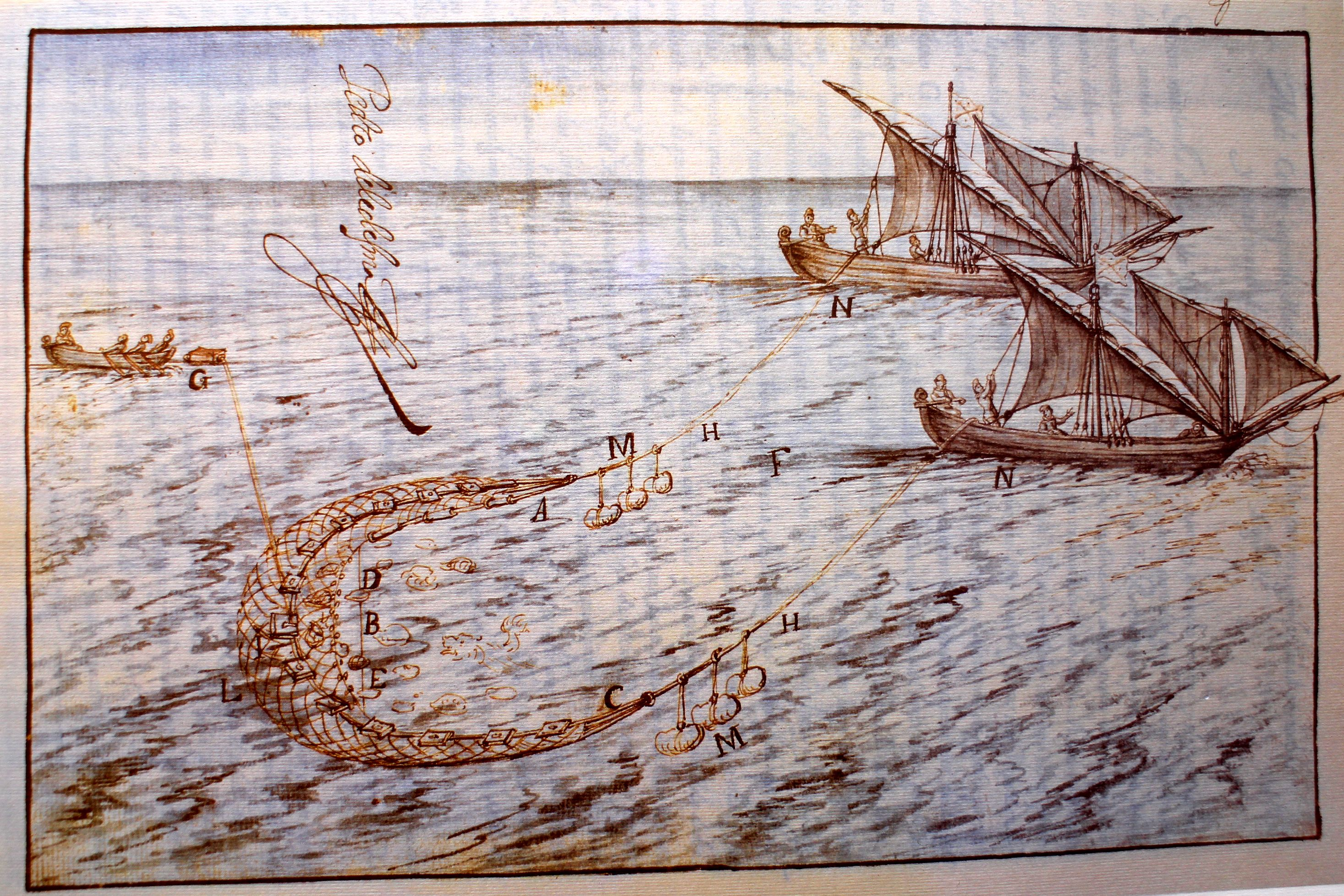
Tartana de Nicolás de Cardona pescando perlas

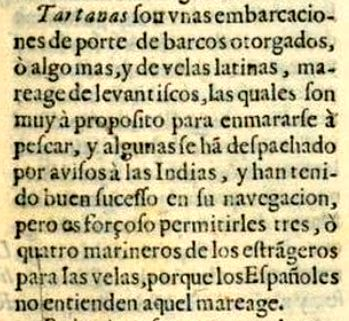
Definición de tartana: Veitia y Linaje 1670.

Tartana en español y en la mayoría de lenguas europeas (aunque en algunas cambia a tartane o tartan) es un pequeño barco mediterráneo de vela latina (o aparejo proa-popa) empleado entre los siglos XVI y XIX. Las diferentes tartanas se utilizaron como correos, para el cabotaje, como barcas de pesca, y como barcos militares. En sus más de trescientos años de historia, tuvieron diferentes diseños, distinto número de palos e incluso variados aparejos vélicos.
Bajas de bordo, las tartanas medían entre 16 y 20 m, con un mástil perpendicular a la quilla plantado en medio, en el que se izaba una vela latina (vela maestra) y un foque llamado polacra. Hay muchos casos de tartanas con vela de mesana y otros casos sin vela de mesana.
José Veitia Linaje (1670) se refiere a las tartanas como "mareaje de levantiscos", siendo empleadas en la navegación a las Indias. En la obra “Norte de la Contratación” (Sevilla, 1672) señala que: «Tartanas...de velas latinas, mareaje de levantiscos...pero es forzoso permitirles 3 o 4 marineros de los extranjeros ("levantiscos") para las velas, porque los españoles no entienden aquel mareaje”...» (refiriéndose a la maniobra de las velas latinas). El señor Veitia era “Juez Oficial de la Real Audiencia de la Casa de Contratación de las Indias”. Reforzando este hecho, el "Bulletin de la Société de géographie" explica que "un chico de 14 años práctico de una tartana catalana, a esa edad ya había hecho tres veces el viaje a La Habana".

### Origen

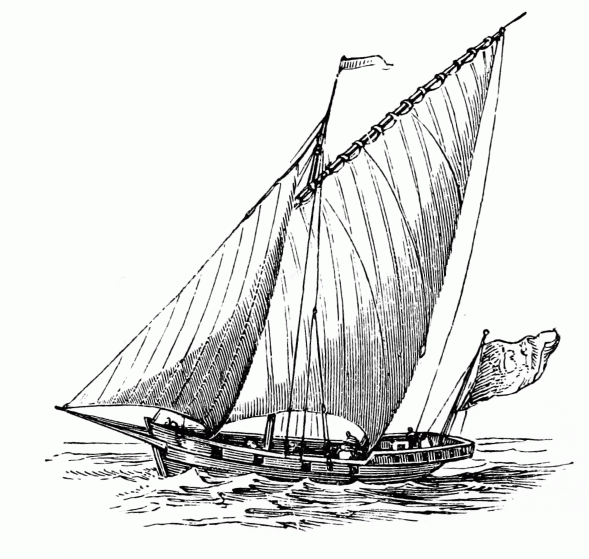
Grabado de una tartana

Se tiene una referencia de tartana como embarcación en 1313 en Cataluña, en la que el rey del Rosellón y Mallorca mandaba: "no gausen pescar en lo mar del senyor rey ab tartanes".
Las tartanas estuvieron presentes en el Mediterráneo Occidental desde la Edad Media y hasta el advenimiento de los bous de vapor, especialmente en Occitania donde estas embarcaciones eran tradicionales por las costas de Languedoc, de Cataluña y de Provenza para la pesca y el cabotaje a lo largo de todo el Mediterráneo. Por extensión el mismo nombre fue dado también a las redes de pesca.
Hacia el siglo XVI hay noticia de tartanas de una sola cubierta con tres palos pequeños en la Provenza (Francia). En cuanto a su uso militar, una de las primeras menciones de la tartana en el siglo XVII se encuentra en el libro de 1614, Pantero-Pantera "el Armata Navale", donde hay una explicación de las maniobras de las tartanas de la armada francesa.

### Etimología
Sobre el origen del nombre, hay varias fuentes que lo refieren al occitano tartana (ave de presa), siendo en catalán tartana, en italiano: tartana y en francés: tartane.
Según estudios sobre la base de análisis lingüísticos y literarios, el origen de las tartanas serían las costas del golfo de León (el Rosellón en 1313) donde eran inicialmente de más pequeñas dimensiones. La palabra está presente en varias lenguas, incluso hay autores que pretenden que viene del árabe "taridah" que significa barco.
Pero está aceptado por Corominas y otros que defienden que su etimología es occitana por empréstito del significado, dado que la misma palabra tartana designa también al ratonero común o a otras aves de presa, y su origen sería onomatopéyico al imitar el grito del ave cuando caza.

### Imágenes de tartanas

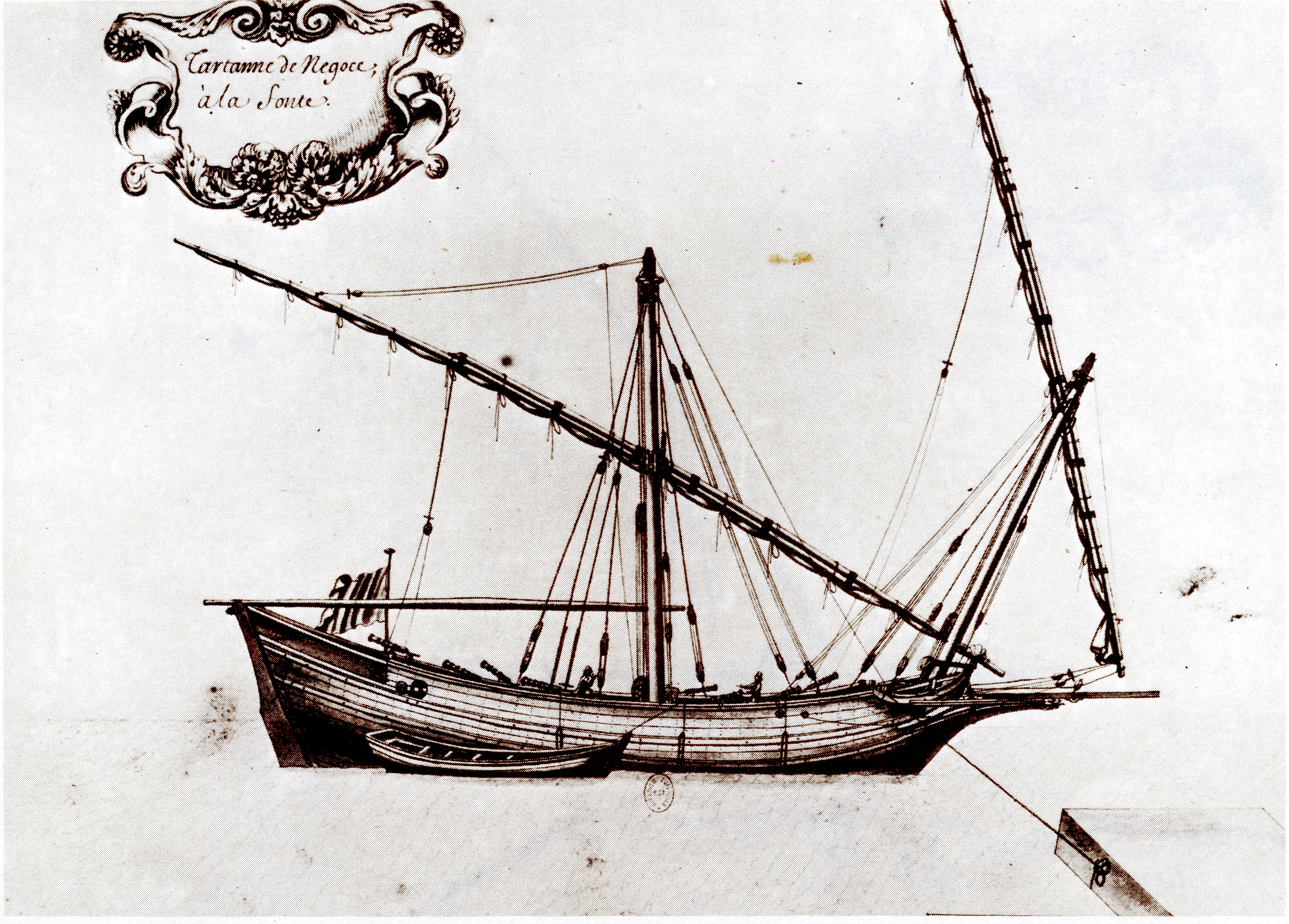
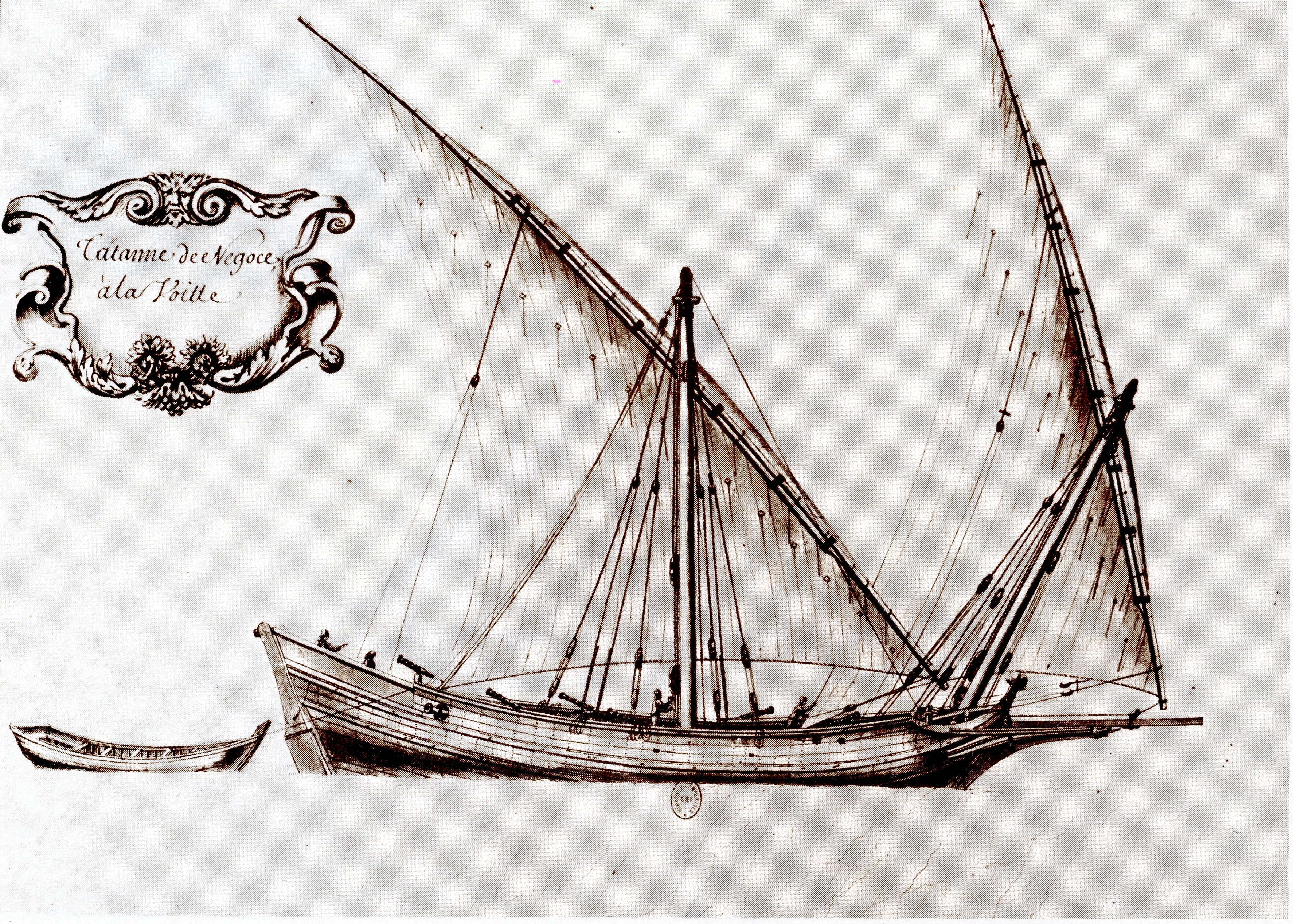

Jean Jouve en el álbum "Planos de todos los barcos que navegan por el mar Mediterráneo" (en francés, «Dessins de tous les Bâtiments qui Naviguent sur la Méditerranée») de 1679, muestra estas cuatro imágenes de tartanas de un solo mástil:

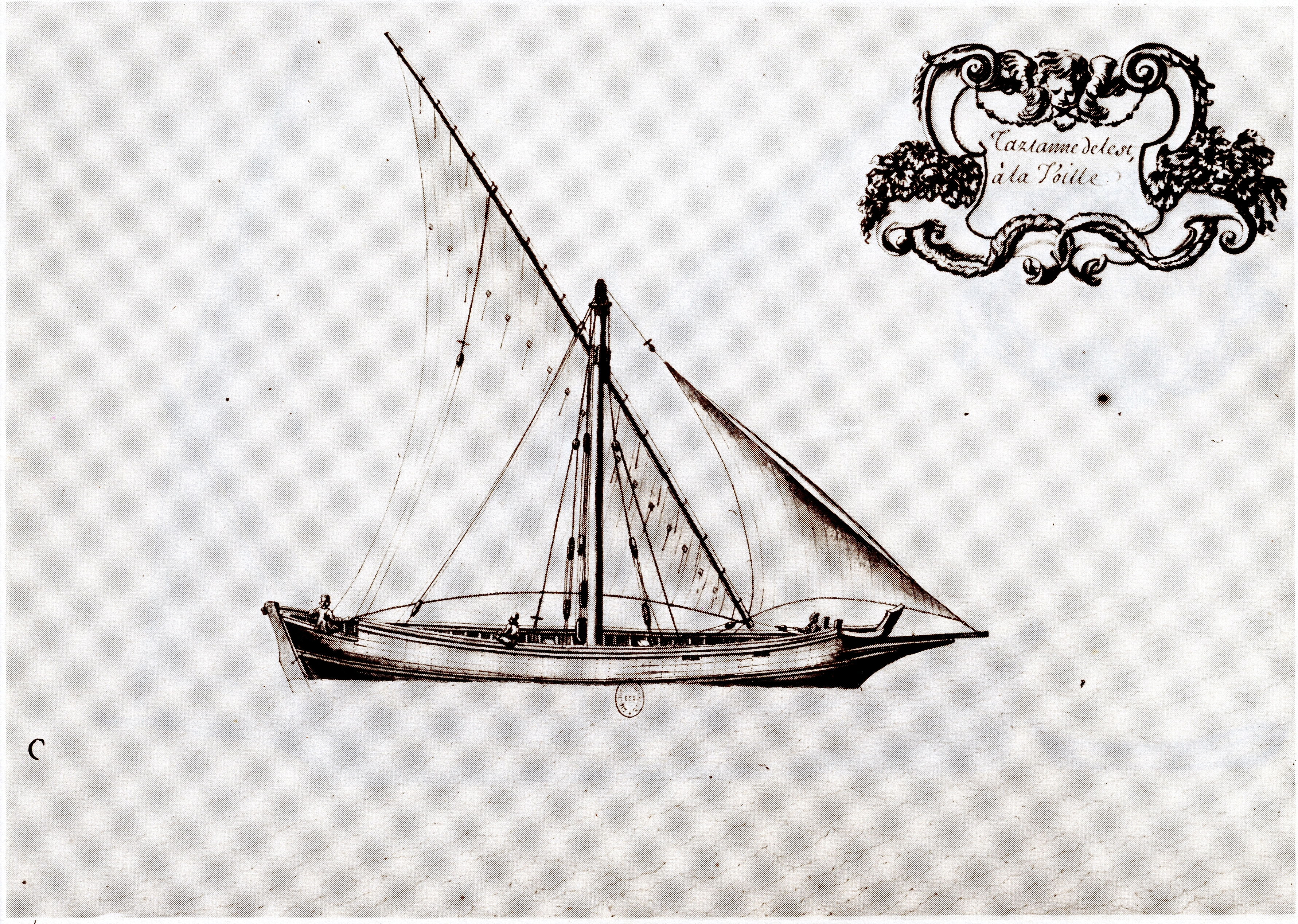
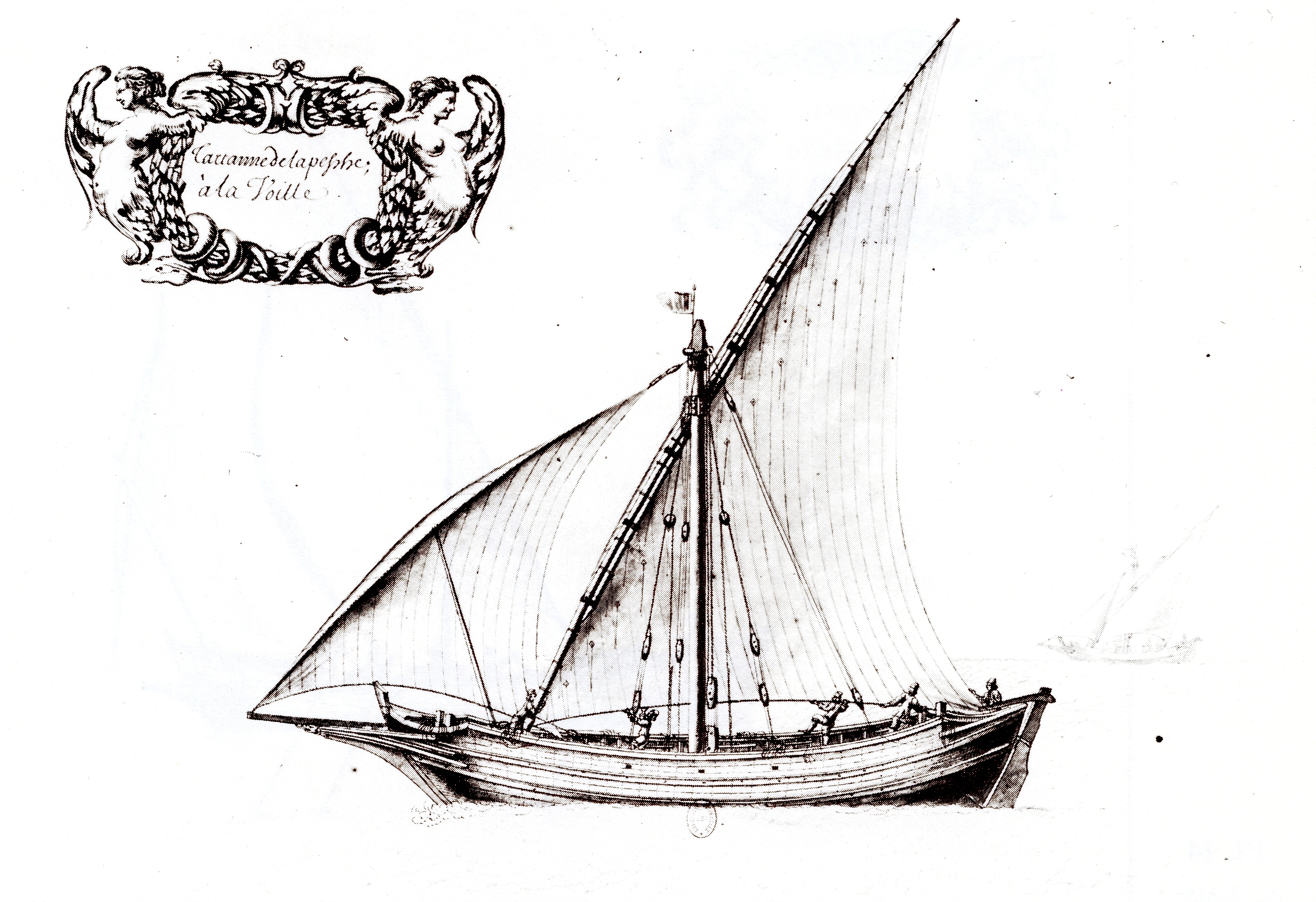
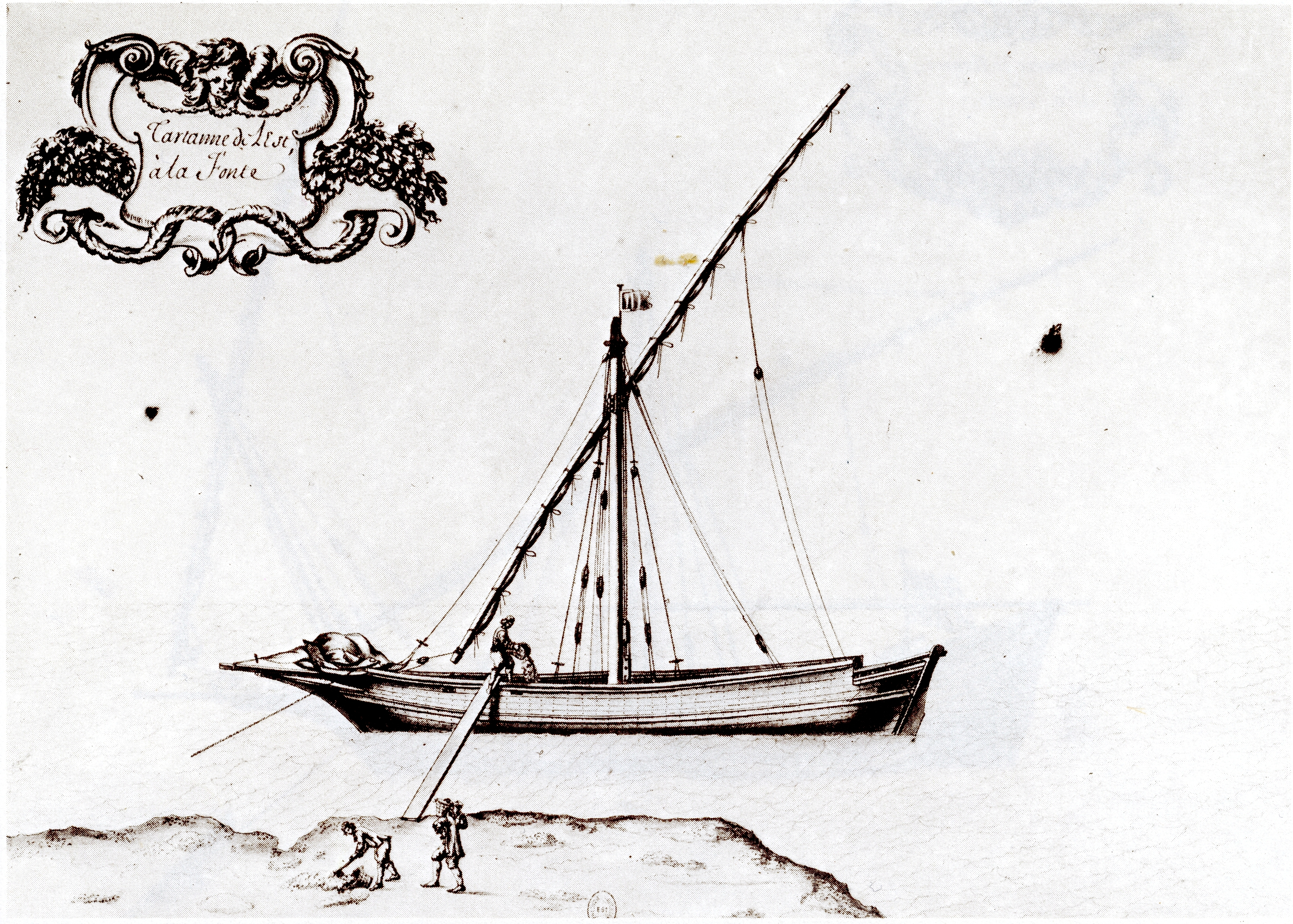
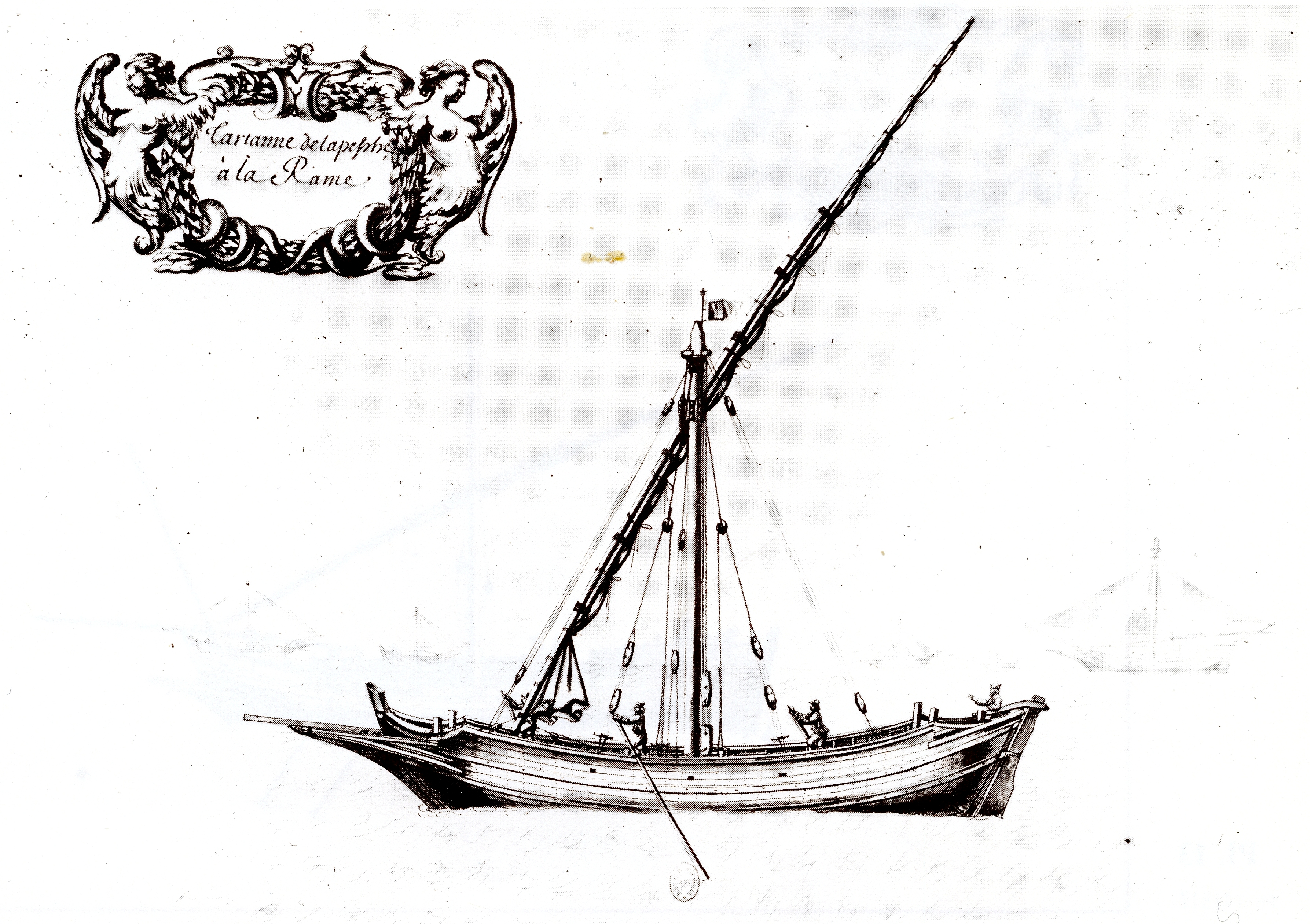

y dos imágenes de tartanas de dos mástiles:

## Bomba de achique en los navíos

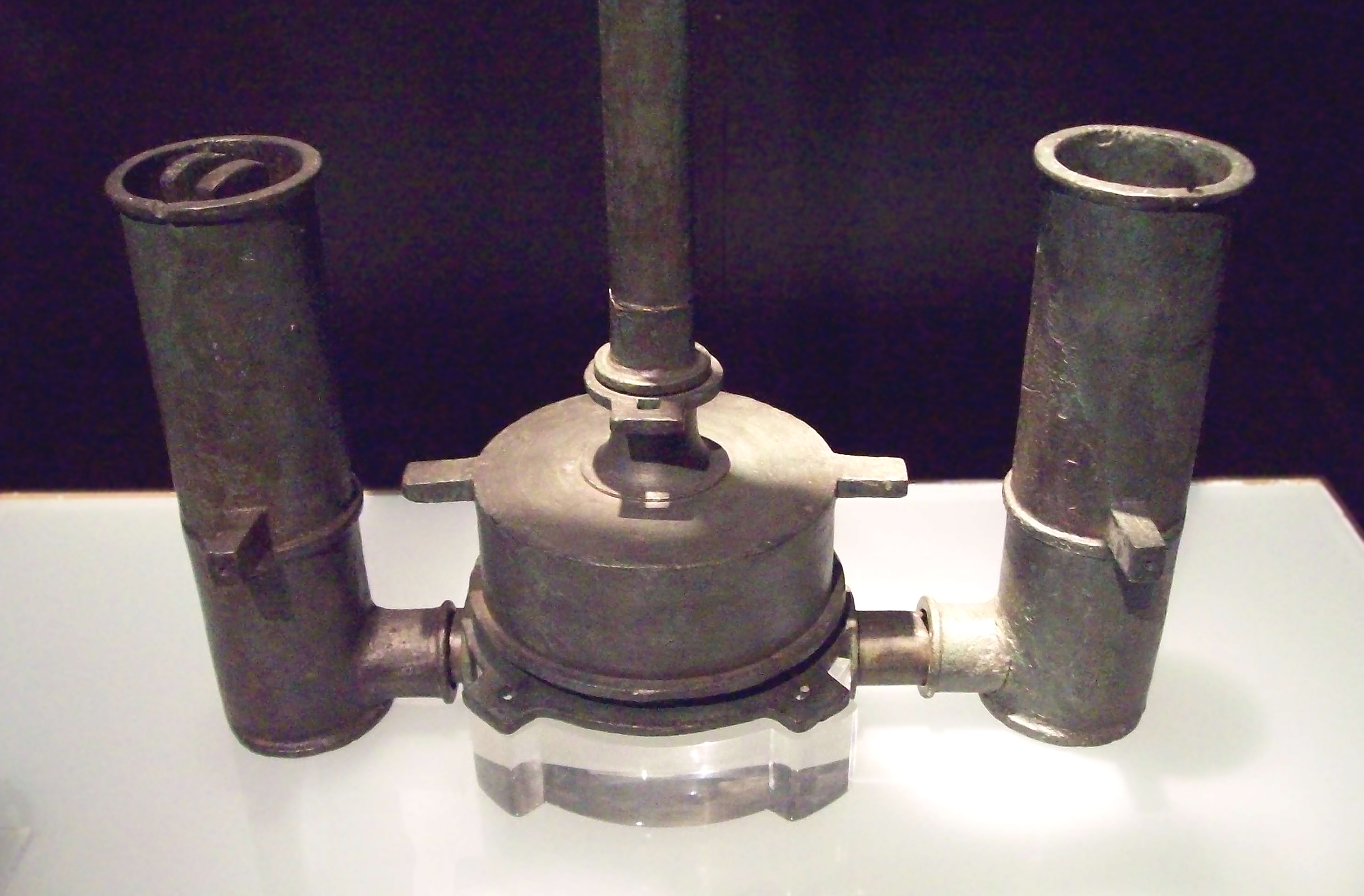
Bomba romana de bronce (Huelva)

En la Alta Edad Media no parece haber ninguna referencia de ningún tipo.
En época premoderna si que hay alguna:
- En 1460, Miquel de Gualbes, de Barcelona, encarga al maestro de azuela de Mataró, Luis Pou, entre otras cosas: "..dos belios fustes redondos para dos trompas, que sien belios, de lonch e grux, a cordura del dedo maestro..".[38] Los "dos fustes", caracterizan la bomba del tipo aspirante-impelente.
- En un inventario de los astilleros de Barcelona de 1467 se puede leer: "un trompa de sgotar".[39]
- Unos versos del poema de Luigi Pulci "Il morgante maggiore" (1487) hablan de cómo: "la tromba aggottava".[40]
- En 1460, Girolamo Cardano describe una.[41]

## Almacén de bombardas de Barcelona
Según documenta la Crónica de San Juan de la Peña (en 1359), a mitad del siglo XIV las galeras catalanas (las de las otras naciones tardaron uno poco más), se empezaron a armar con bombardas a bordo, el hecho era tan importante y secreto que los cómitres las sacaban de un almacén de Barcelona obligados a firmar un documento en el que decían que no las cederían a ninguna nación extranjera bajo pena de muerte en caso de hacerlo: "..la artillería que sacaban como alquilada en el gran depósito de bombardas, en el llamado Almacén del General en Barcelona.." Generalmente llevaban una bombarda de crujía central más algunas piezas de calibre inferior a babor y a estribor. La potencia de estas bombardas, especialmente las laterales, estaba limitada porque los retrocesos de los disparos sacudían el barco.

## Atarazanas de Barcelona

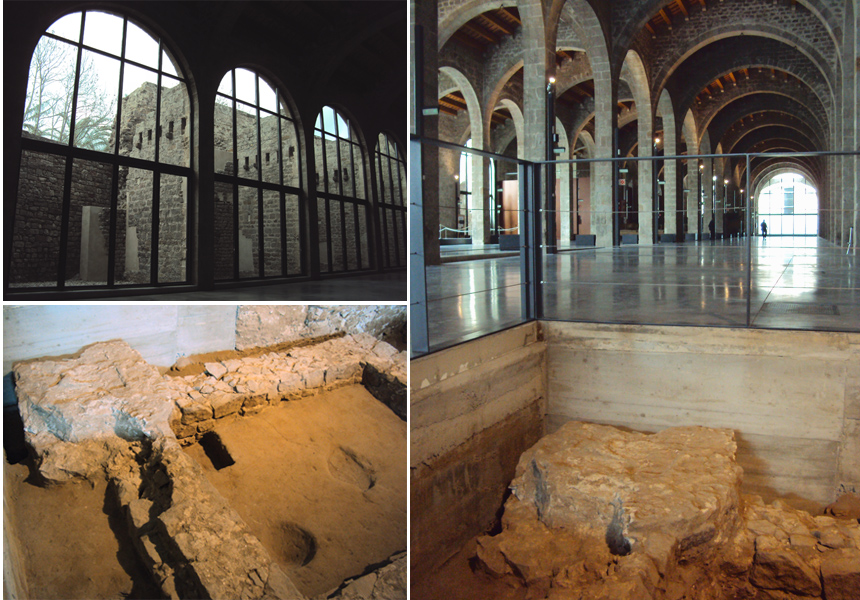
Nueva vista interior de la muralla, mausoleo y nave lateral (2013)

Las atarazanas de Barcelona, donde se construyeron todo tipo de naves hasta finales del siglo XVII se pueden considerar un gran complejo productivo de la Época Medieval y de la Edad Moderna, una verdadera gran fábrica moderna: donde trabajaban centenares de hombres, con sus diversas actividades, soportados por los gremios correspondientes, desde su barrio en el interior de la muralla. Las galeras eran construidas "en serie", anticipando las formas de la moderna cadena de montaje. La capacidad productiva de Barcelona era impresionante para la época: en 1571, en la inminencia de la batalla de Lepanto, fueron botados cincuenta barcos prontos a ir hacia Italia y Grecia.
En la batalla de Lepanto los catalanes (entre otros) experimentaron con óptimos resultados las galeazas hechas en Barcelona. Eran galeras más grandes y estables que podían embarcar baterías de cañones de gran calibre y disparar en todas las direcciones, en cambio, era imposible hacer maniobrar las galeazas con los remos, de forma que para ello tenían que ser remolcadas por dos galeras más pequeñas.

## Navegación por estima en la marina catalana

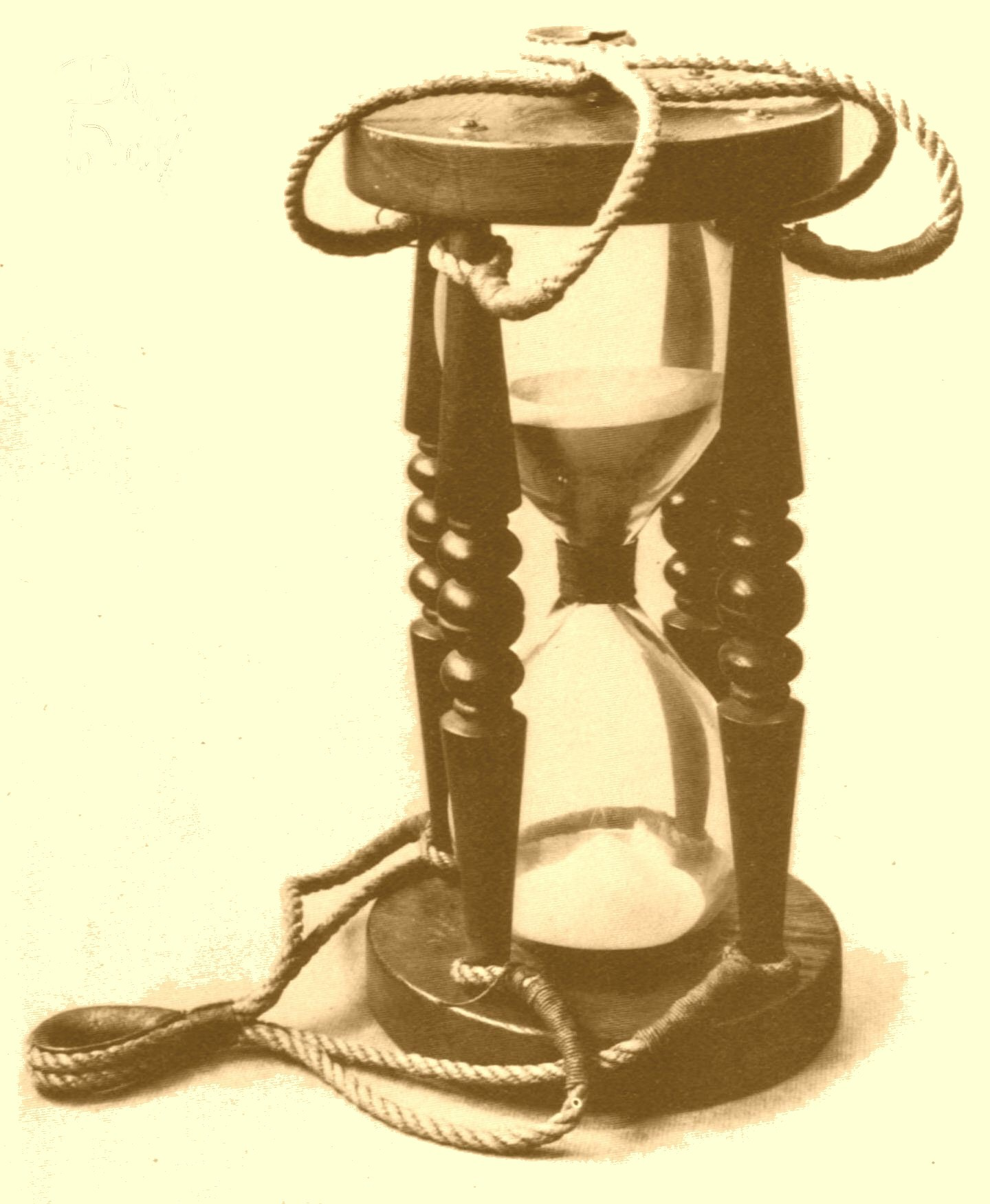
Ampolleta reversible con un apoyo "colgable" de cuatro columnas

Con las navegaciones atlánticas de la época de los descubrimientos —aparte de la brújula— hicieron falta las tablas, el astrolabio y la vara de Jacob o el cuadrante, pero hay que decir que durante estas navegaciones —como las navegaciones mediterráneas— la distancia navegada se calculaba por estima, y, no es posible la "navegación por estima" sin un instrumento para mesurar el tiempo.

### Ampolleta de horas
Durante más de 500 años (del 1300 al 1800) el instrumento para medir el tiempo en el mar fue "la ampolleta de horas" (reloj de arena). En Cataluña hay referencias de su fabricación desde la mitad del siglo XIV hechas de vidrio transparente catalán según las fórmulas del alquimista Guillem Sedacer, empleando como fundente la sosa obtenida quemando la barrella (sus cenizas disueltas en agua y coladas con un cedazo han sido la base de la "colada" para lavar la ropa desde el Neolítico). La barrella crece en el litoral catalán desde Orihuela hasta Montpellier y los manuales italianos para la fabricación de vidrio (La Sedacina y el Arte Vetraria) dicen: "bisogna comprare la soda di Spagna".
El uso de los ampolleta se ha registrado desde el siglo 14; Los registros escritos acerca de él eran en su mayoría de los cuadernos de bitácora de los barcos europeos. Los registros escritos de la misma época mencionan la ampolleta, y que aparece en las listas de provisiones de a bordo. Un registro temprano es un recibo de venta de Thomas de Stetesham, secretario de la nave Inglesa "La George ", en 1345:

"The same Thomas accounts to have paid at Lescluse, in Flanders, for twelve glass horologes (" pro xii. orlogiis vitreis "), price of each 4½ gross', in sterling 9s. Item, For four horologes of the same sort (" de eadem secta "), bought there, price of each five gross', making in sterling 3s. 4d."

En un extenso inventario de las cosas propiedad de Carlos V de Francia que estaban en su poder en el momento de su muerte el 16 de septiembre de 1380, hay un artículo citado como "heures de naviguer" del estudio del rey en su castillo de Saint Germain en Laye, que se describe de la siguiente manera:

Item ung grant orloge de mer, de deux grans fiolles plains de sablon, en ung grant estuy de boys garny d'archal.

[Artículo un reloj de mar grande, con dos grandes ampollas llenas de arena, en una gran caja de madera guarnecida con latón.]

Este "orloge de mer" o "heures de naviguer" le fue enviado, como un regalo, cuando todavía era solo un príncipe (siendo, por lo tanto, antes de 1356 cuando tomó el lugar de su padre recluido en prisión), por Juan "el cazador", a través de su hija Yolanda de Aragón, cuando Juan le pide un manuscrito de Joan de Mandeville, "para traducirlo a la lengua aragonesa". Este punto es capital para saber la lengua del original, ya que no le dice "para traducirlo a la lengua catalana" que era la más importante —por ser la suya.. implicando que no le hacía falta ninguna traducción al catalán—; por otro lado, si hubiera tenido en Cataluña una copia en lengua catalana no habría pedido el original de su hija, ergo el manuscrito de Yolanda de Aragón estaba en catalán.
Lo más interesante de esta referencia de Carlos V de Francia es que una ampolleta de horas se define como "ung grant orloge de mer" ("un gran reloj de mar"); esto junto con el hecho que la primera explicación de su uso en el mar aparece en el "Duodécimo del cristiano" (trabajo de M. Llauradó sobre Francesc Eiximenis) y que se lo dio como regalo su hija Yolanda de Aragón, sugiere que, en este periodo, la importancia de un reloj de arena estaba comúnmente relacionada con su uso en el mar y su demanda de fabricación pudo haberse originado a partir de las necesidades de navegación de la Corona de Aragón, una potencia marítima de aquel momento en el Mediterráneo.

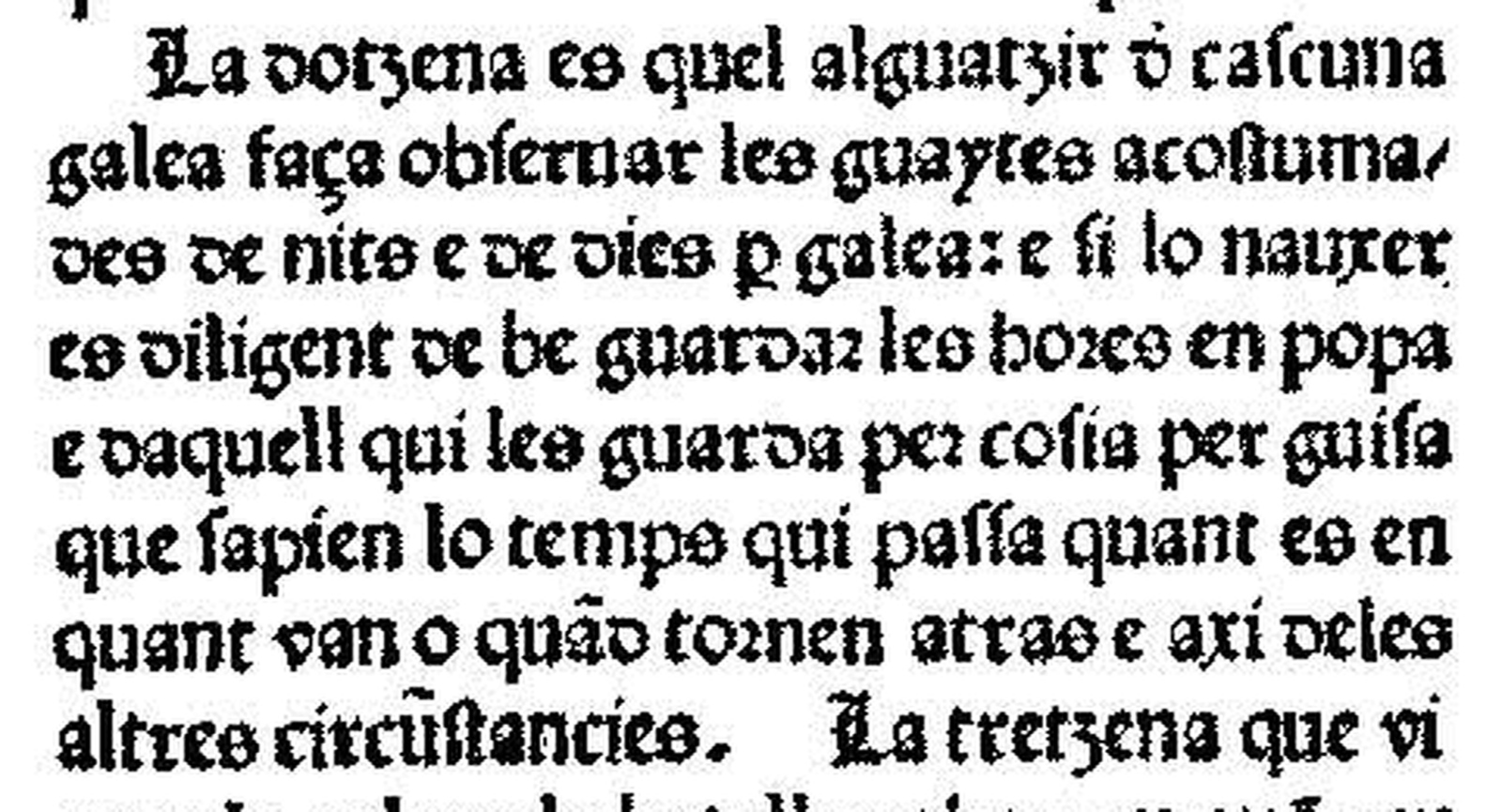
Dotzé del Crestià (Valencia, 1484)

- Francesc Eiximenis en el Dotzé del Crestià hablaba de la guerra naval y de la disciplina y orden que hay que observar en los barcos. En cuanto a la medida del tiempo escribió lo siguiente:[54]

La dotzena és quel alguatzir de cascuna galea faça observar les guaytes acostumades de nits e de dies. E si lo nauxer és diligent deu bé guardar les hores en popa e daquell qui les guarda per cosia. Per guisa que sapìen lo temps qui passa quan és en quan van o quan tornen atràs e així de les altres circumstàncies.
Dotzé del Crestià; cap CCCXXXVI

- En galeras francesas no se ha podido encontrar ninguna referencia hasta el manuscrito francés Stolonomie de los años 1547-1550, donde dice que cada galera tiene que llevar: “...Quatres ampoulletes à sablon pour mespartir les gardes à heures...”. Una frase muy similar a la catalana de Eiximenis.[55]

## Campañas

El «Camino de los españoles», con sus variantes principal y secundaria, iba de Barcelona y Nápoles hasta Bruselas, vía Génova-Milán.

Las más famosas campañas donde lucharon estos barcos —en ambas tomaron parte varios centenares de galeras— fueron:
- La campaña de Lepanto, en 1571
- La campaña de la Armada Invencible el 1588. A pesar de que los libros de historia no reconocen la participación catalana, los archivos secretos Venecia-Inglaterra dados a conocer al público dicen lo contrario:

"El inglés (Drake), aparte de la quema de las naves catalanas, a bordo de las cuales se perdieron cincuenta mil coronas, capturó un barco perteneciente a Don Pedro de Valdez, con cuatrocientos cincuenta españoles a bordo, y una gran cantidad de artillería de campaña que había sido utilizada como lastre."

Otras campañas importantes:
- Campaña mediterránea de Alfonso el Magnánimo (1420-1423) – Todas las tropas de Alfonso el Magnánimo embarcaron en las galeras en Barcelona.
- Campaña de Granada con el asedio de Málaga, en 1492 – "..quedóse el real sin pólvora y mandó el rey dos galeras a Valencia y a Barcelona a por ella" (Cura de los palacios)
- Guerras de Italia – Todas las tropas de Fernando el Católico (así como habían hecho las de su tío Alfonso el Magnánimo) embarcaron en las galeras en Barcelona.
- Campaña de Túnez en 1535 – Todas las tropas (así como Carlos V y su cohorte) embarcaron en las galeras en Barcelona.

En las siguientes guerras los tercios españoles (así como Carlos V y su cohorte) iban en galeras catalanas de Barcelona a Génova y los tercios italianos de Nápoles a Génova, allá cogían el Camino de los españoles hasta su destino.
- Guerra de Esmalcalda (1546-1547)
- guerra de Flandes (1548-1568)

### Cronología de batallas
- Combate de Nicótera (1282)
- Combate de Malta (1283)

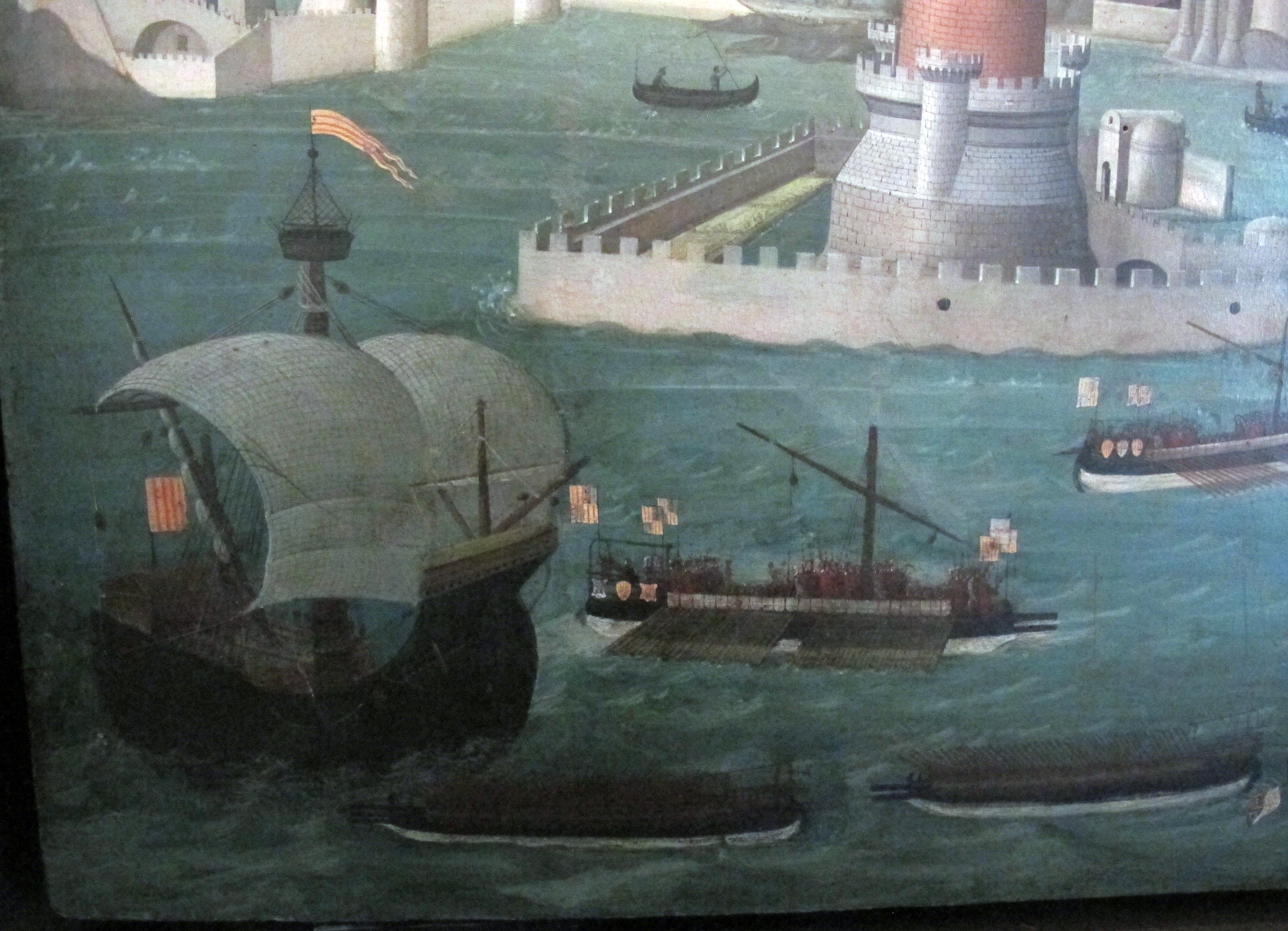
Detalle de la Tavola Strozzi. Barcos que vuelven a Nápoles después de la batalla de Ischia (1465).

- Batalla del Golfo de Nápoles (1284)
- Batalla naval de Sant Feliu de Guíxols (1285)
- Batalla naval de Formigues (1285)
- Batalla de los Condes (1287)
- Batalla del cabo Orlando (1299)
- Batalla de Gagliano (1300)
- Batalla naval de Cagliari (1324)
- Batalla naval del Bósforo (1352)
- Batalla naval de Zonklon (1352)
- Batalla naval de Puerto del Conde (1353)
- Batalla naval de Barcelona (1359)
- Batalla naval de Bona (1360)
- Asedio de Bonifacio (1420)
- Batalla de la Foç Pisana (1421)
- Saqueo de Marsella (1423)
- Asedio de Calvi (1429)
- Batalla naval de Ponza (1435)
- Batalla de Ischia (1465) (Conjura de los Barones)
- Asedio de Cefalonia (1500)
- Jornada de Mazalquivir (1506)
- Conquista de Orán (1509)
- Asedio de Bugía (1514)
- Batalla de Formentera (1529)
- Jornada de Túnez (1535)
- Batalla de Préveza (1538)
- Batalla de Girolata (1540)
- Batalla de la isla de Alborán (1540)
- Jornada de Argel (1541)
- Asedio de Niza (1543)
- Batalla de Los Gelves (1560)
- Asedio de Malta (1565)
- Batalla de la Isla Terceira (1582)
- Batalla de Lepanto[61][62][63]

### Cruzada pisano-catalana
La Cruzada pisano-catalana a las islas Baleares, que en la época eran una taifa musulmana, consistió en una expedición en represalia por los actos de piratería cometidos por los musulmanes que la habitaban, llevada a cabo por Ramón Berenguer III y sus aliados, en 1114. Fundada en un tratado de 1113 entre la República de Pisa y el Conde de Barcelona, tenía como objetivo arrebatarles la isla a los musulmanes e impedir el ataque y entorpecimiento a los convoyes y naves de los comerciantes cristianos que por entonces navegaban por el mar Mediterráneo. A pesar de que Mallorca quedó de nuevo en poder musulmán, sirvió para sentar las bases del futuro poderío naval catalán y para fortalecer los contactos comerciales en el Mediterráneo.